# Parsons Green Park
Parsons Green Park è un piccolo parco triangolare della città di Londra, situato nell'area Parsons Green all'interno di London Borough of Hammersmith and Fulham, quartiere londinese. Vicino a esso si trovano una stazione che porta lo stesso nome e la scuola Lady Margaret School. Ogni anno è sede di una fiera, denominata Fair on the Green.

## Galleria d'immagini

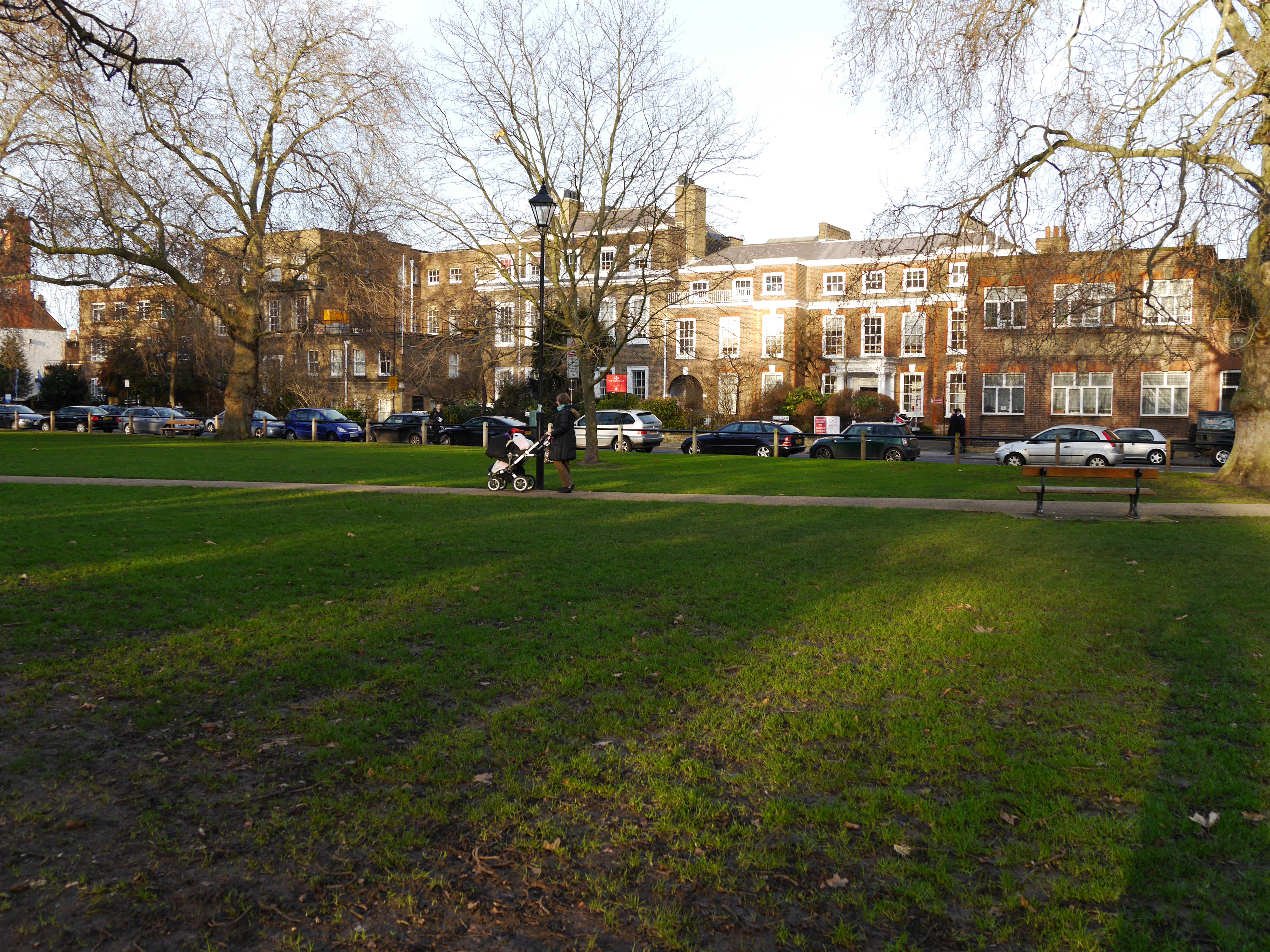
La Lady Margaret School, vista da Parsons Green Park
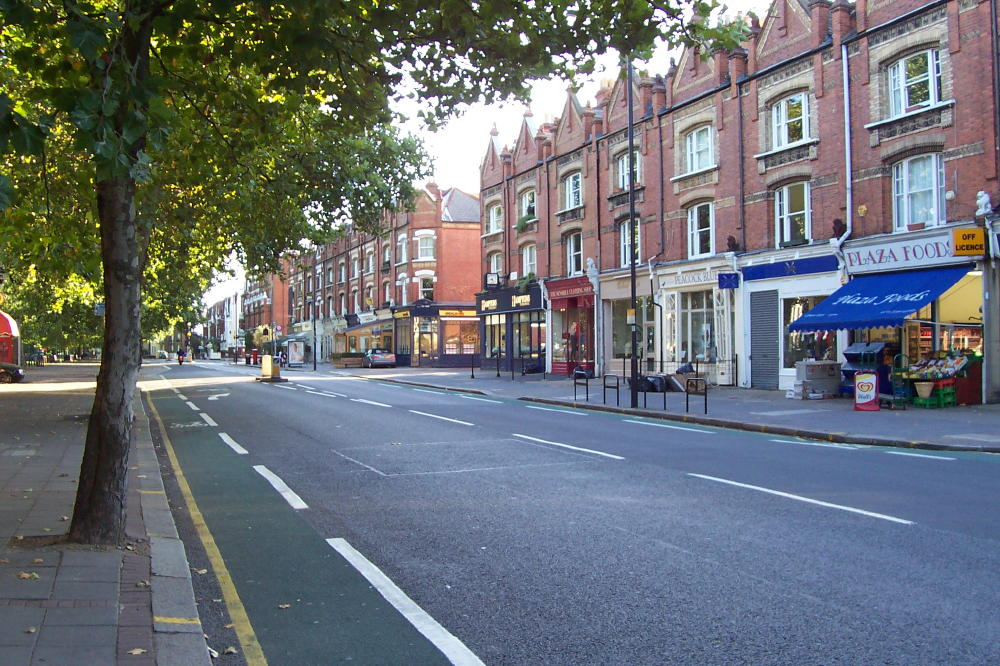
L'area di Parsons Green verso Nord lungo New King's Road